# Linie de pauză

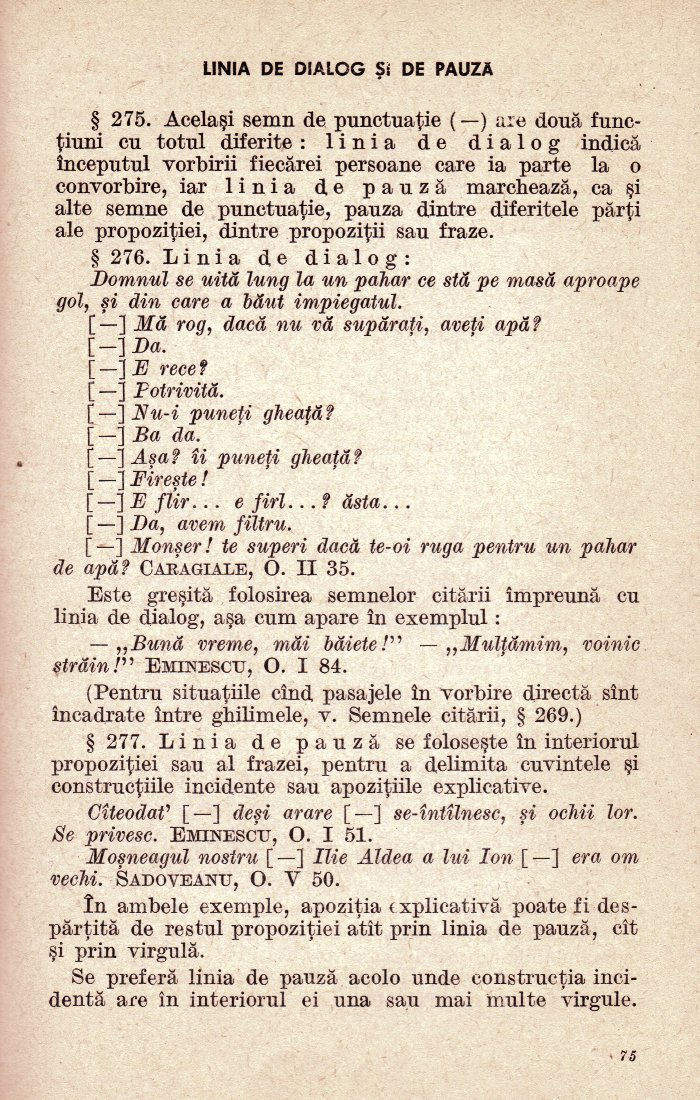
Despre linia de pauză, recomandările din 1965 și 1971

Linia de pauză („–”) este semnul grafic de punctuație care marchează pauza dintre diferitele părți ale propoziției, dintre propoziții și fraze.
- Se folosește în interiorul propoziției sau al frazei, pentru a delimita cuvintele sau grupul de cuvinte și construcțiile intercalate sau apozițiile explicative:

„Moșneagul nostru [–] Ilie Aldea a lui Iona [–] era un om vechi.” SADOVEANU, O. V 50
- De multe ori pauza creată de o atitudine afectivă a vorbitorului, de o intonație deosebită, este notată prin linia de pauză. Asfel în:

„Bătrâna trecu înainte liniștită, pe nesimțite [–] o umbră.” SADOVEANU, O. I 46 
pauza așezată înaintea unei explicații atrage atenția asupra ei și marchează totodată o schimbare a intonației. Toate aceste funcțiuni nu le poate îndeplini, în cazul de față, virgula.
- Uneori se pune linie de pauză înaintea unei comparații care nu e introdusă printr-un adverb (de obicei ca). Astfel de comparații se numesc asindetice:

„Pe pod, morarul freca piatra: Barbă sivă, sprâncene de mușchi uscat, nasul [–] cioc de cucuvaie...”  GALACTION, O. I 47
- Linia de pauză marchează, în construcțiile eliptice, lipsa predicatului sau a verbului copulativ:

„În stânga [–] margine de pădure, până în râpa unui pârău.” SADOVEANU, N. P 166
- Uneori linia de pauza este echivalentă cu doua puncte, acesta mai cu seamă când precede o explicație:

„Galaxii după galaxii se repetă în Cosmos, la fel ca moleculele unui gaz, dând concretețe conceptului complex de – metagalaxie.” Magazin VII, 1978, nr. 1090.

Linia de pauză se obține, în programul Word, astfel: După apăsarea tastei NumLock, se tastează Alt+0150. 
Linia de pauză se numește „En Dash” și are codul Unicode U+2013.

## Legături externe
- Ghid de redactare interinstituțional